# Rhynchohelea monilicornis
Rhynchohelea monilicornis är en tvåvingeart som beskrevs av Wirth och Blanton 1970. Rhynchohelea monilicornis ingår i släktet Rhynchohelea och familjen svidknott. Inga underarter finns listade i Catalogue of Life.